# Богун Оникій Тимофійович
Они́кій Тимофі́йович Богун (8 квітня 1879 — 7 вересня 1937) — український військовий, громадсько-політичний діяч, адміністративний старшина Армії УНР.

## Життєпис
Народився 8 квітня 1879 року в селі Білоусівка, Лохвицького повіту Полтавської губернії (нині — Чорнухинський район Полтавської області). За родинною легендою, рід походить від видатного козацького полковника Івана Богуна.
У 1894 закінчив школу. В 1908—1909 навчався Харківському університеті, але був відрахований через політичні мотиви.
У 1905 році брав учать в організації товариства «самостійників» у Чорнухах на Полтавщині та Золотоноші Черкаської області.
У 1906 році був арештований, як український націоналіст та ув'язнений на 11 місяців до Переяславської тюрми, після цього був висланий з Полтавщини та отримав заборону мешкати у Полтавській губернії.
Працював у земельних управах Харкова та Катеринослава. В 1910 році займався організацією сільськогосподарської виставки в Катеринославі та в 1913 році Всеросійської сільськогосподарської, фабрично-заводської, торгово-промислової й науково-художньої виставки в Києві.
16 квітня 1916 р. у Києві був мобілізований у Російську армію, а 18 квітня 1916 р. одержав призначений на посаду начальника технічного загону при штабі 8-ї армії Південно-Західного фронту.
У жовтні 1916 року Оникія Богуна перевели в 11-ту армію Південно-Західного фронту, яка дислокувалася в Тернополі та Збаражі.
У березні 1917 року після подій Лютневої революції в Петрограді, в результаті якої Микола II зрікся престолу, О.Богун організував українську військову та цивільну національні ради, а також був організатором селянського з'їзду у Збаражі.
У липні 1917 року загін, яким командував Оникій Богун, підняв жовто-блакитний прапор та був перейменований в Український технічний загін 40-го корпусу 9-ї армії Південно-Західного фронту.

Учасники 2-го Зимового походу: В.Яновський, Ю.Отмарштайн, О.Богун, С.Горячко, М.Рибачук, П.Ващенко

8 лютого 1918 року О.Богун вступив звичайним стрільцем у 4-у сотню 2-го Запорізького піхотного куреня (командир — Петро Болбочан), у якому з 19 лютого 1918 року, отримує посаду господарника штабу куреня (до серпня 1918 року).
Сподвижник Симона Петлюри, учасник Першого та Другого зимових походів Армії Української Народної Республіки. У  1921 за наказом генерала-хорунжого армії УНР Юрія Тютюнника Оникія Богуна було уповноважено виступати старшиною із поважних доручень у військових і державних справах.
Брав участь у підготовці Четвертого Універсалу Української Центральної Ради, яким 22 січня 1918 року було проголошено незалежність Української Народної Республіки та Акту Злуки — урочистого проголошення 22 січня 1919 року універсалу про об'єднання УНР і ЗУНР у соборну Україну. Займався організацією агітаційної справи на теренах УНР щодо скликання Трудового конгресу України — вищого тимчасового законодавчого органу УНР, з'їзд якого проходив у Києві 23-28 січня 1919 року.
У серпні-вересні 1921 року він з розвідувальною метою обійшов Правобережжя України і склав детальний звіт про тогочасну ситуацію на українських землях.
14 вересня 1921 р. він прибув до Головного Повстанчого штабу і доповів, що в Україні більшовики проводять масову ліквідацію повстанських організацій.
Брав участь у бою під Малими Міньками, де був поранений. З 1921 до 1927 — перебував у таборі інтернованих вояків Армії УНР у Каліші (Польща). Працював з урядовцем Степаном Кость-Костенком
З 1927 року проживав як військовий інвалід у місті Острозі Волинського воєводства. Займався громадською та культурно-просвітницькою роботою, зокрема у волинській «Просвіті». В Державному архіві Рівненської області зберігаються спогади та листи Оникія Богуна про історичні події Другого зимового походу Армії УНР.
Помер 7 вересня 1937 року, похований 9 вересня 1937 року в Острозі.

## Родина
Батько — потомствений козак (з родини виборних козаків) Тимофій Олександрович Богун, — народився с. Білоусівка, Лохвицького повіту, Полтавської губернії (нар. 1847 — пом. 5 листопада 1907).
Мати — потомствена козачка Марія Романівна Богун (Ярмоленкова) (нар. 1836 року народження — пом. 7 січня 1901).
Дружина — козачка Тетяна Іванівна Богун (Орішечко) (нар. 1880 — пом. 22 квітня 1959 року).

Діти:

Син — козак Іван Оникійович Богун (нар. 5 січня 1902 р.н. — пом. 19 січня 1974).

Син — козак Григорій Оникійович Богун (нар. 8 червня 1906 — пом. 1961).

Донька — козачка Анастасія Оникіївна (Олексіївна) Богун (Житенко) (нар. 30 грудня 1903 — пом. 30 грудня 1995).

Донька — козачка Луня (Леоніда) Оникіївна (Олексіївна) Богун (Тарановська) (нар. 1908 — пом. 21 січня 2001).
Родина залишилися на території Полтавщини і зазнала репресій з боку радянської влади (син Іван був засуджений за те, що отримав від батька листа з території тогочасної Польщі).

## Нагороди
- Орден Святого Володимира 3-го ступеня з мечами.
- Хрест Симона Петлюри[12].
- Орден Залізний хрест  за номером  264 (21березеня1921)[2].